# Maksim Medvedev
Maksim Medvedev (Baku, 29 de setembro de 1989) é um ex-futebolista azeri que atuava como lateral-direito, mas também jogava como lateral-esquerdo e zagueiro. 

## Carreira
Medvedev fez sua base e foi revelado pelo Qarabag em 2006, permanecendo no clube até 2024, quando se aposentou, sendo considerado um dos mais talentosos de seu pais.
Renovou seu contrato com o Qarabağ em maio de 2020, durante a quarentena devido a Pandemia de Covid-19, por mais 2 anos.
Se tornou o jogador com mais partidas na história do clube, com 395 jogos, alcançando o feito no dia 9 de março de 2019, no empate de 0 a 0 contra o Zira FK, na 19° rodada do Campeonato Azeri, superando o ex-atacante Mushfig Huseynov, que jogou 394 partidas oficiais.

## Seleção Azeri
Medvedev fez sua estreia pelo Azerbaijão pelo Sub-21 em 2008, jogando anteriormente também pelo Sub-17 e Sub-21.
Representa a seleção azeri desde 2006, mas fez sua estreia pela seleção em 2009, com 19 anos e é o 8° jogador que mais atuou pela Seleção. Ficou por duas vezes na vice colocação do "Futebolistas Azeri do ano" em 2016 e 2018.
Se tornou titular da seleção a partir das Eliminatórias para a Copa do Mundo de 2010, depois de suas boas atuações pelo Qarabağ na Liga Europa de 2009-10. Marcou seu primeiro gol pela Seleção em 8 de outubro de 2016, na vitória por 1 a 0 sobre a Noruega. Depois da saída do capitão principal da seleção, Rashad Sadyghov, Medvedev foi selecionado como o novo capitão da seleção em 2018.

## Estatísticas

### Seleção

##### Atualizadas até dia 2 de novembro de 2021.
| Azerbaijão | Azerbaijão | Azerbaijão |
| Ano        | Jogos      | Gols       |
| ---------- | ---------- | ---------- |
| 2009       | 3          | 0          |
| 2010       | 7          | 0          |
| 2011       | 1          | 0          |
| 2012       | 6          | 0          |
| 2013       | 8          | 0          |
| 2014       | 3          | 0          |
| 2015       | 5          | 0          |
| 2016       | 7          | 1          |
| 2017       | 2          | 0          |
| 2018       | 12         | 2          |
| 2019       | 6          | 0          |
| 2020       | 5          | 1          |
| 2021       | 9          | 0          |
| Total      | 74         | 4          |

#### Gols pela seleção
| N° | Data                  | Local                                | Adversário  | Gol | Resultado | Competição                          |
| -- | --------------------- | ------------------------------------ | ----------- | --- | --------- | ----------------------------------- |
| 1. | 8 de outubro de 2016  | Estádio Olímpico de Bacu, Azerbaijão | Noruega     | 1–0 | 1–0       | Eliminatórias da Copa do Mundo 2018 |
| 2. | 29 de maio de 2018    | Estádio Olímpico de Bacu, Azerbaijão | Quirguistão | 1–0 | 3–0       | Amistoso                            |
| 3. | 9 de junho de 2018    | Estádio Duína, Riga, Letônia         | Letônia     | 1–0 | 3–1       | Amistoso                            |
| 4. | 8 de setembro de 2020 | GSP Stadium, Nicosia, Chipre         | Chipre      | 0–1 | 1–0       | Liga das Nações de 2020-21          |

## Títulos

### Qarabağ
- Campeonato Azeri de Futebol: 2013–14, 2014–15, 2015–16, 2016–17, 2017–18, 2018–19, 2019–20
- Copa Azeri: 2008–09, 2014–15, 2015–16